# Tipton (Kansas)
Tipton – miasto w Stanach Zjednoczonych, w stanie Kansas, w hrabstwie Mitchell.